# II. Pepi
II. Pepi (uralkodói nevén Noferkaré, görögösen Phiópsz (ógörögül: Φιώψ); ur.: kb. i. e. 2278 – i. e. 2184) ókori egyiptomi fáraó, az óbirodalomban a VI. dinasztia 5. uralkodója. Uralkodásának idejére vonatkozóan más adat is ismert: i. e. 2246–2152. Édesapja I. Pepi fáraó, anyja II. Anheszenpepi (Anhneszmeriré) királyné. Féltestvére, I. Nemtiemszaf után, hatévesen került a trónra. A hagyomány szerint 94 évig uralkodott, de az ismert adatok ennél lényegesen rövidebb időszakot valószínűsítenek. Kormányzása alatt a központi hatalom végzetesen meggyengült a tartományi arisztokráciával szemben, aminek következtében szétesett az Óbirodalom.

## Családi kapcsolatai
II. Pepi I. Pepi és II. Anheszenpepi fia volt. Féltestvérei I. Nemtiemszaf fáraó, Tetiankh és Hornetjerihet. Feleségei Neith és II. Iput, akik szintén féltestvérei voltak, továbbá unokahúga III. Anheszenpepi, és két további feleség, akik IV. Anheszenpepi és Udzsebten néven lettek ismertek. Neithtől született fia, II. Nemtiemszaf (II. Merenré) követte őt a trónon, IV. Anheneszpepitől származó fia, Noferkaré Nebi szintén kérészéletű fáraó lett.

## Uralkodása

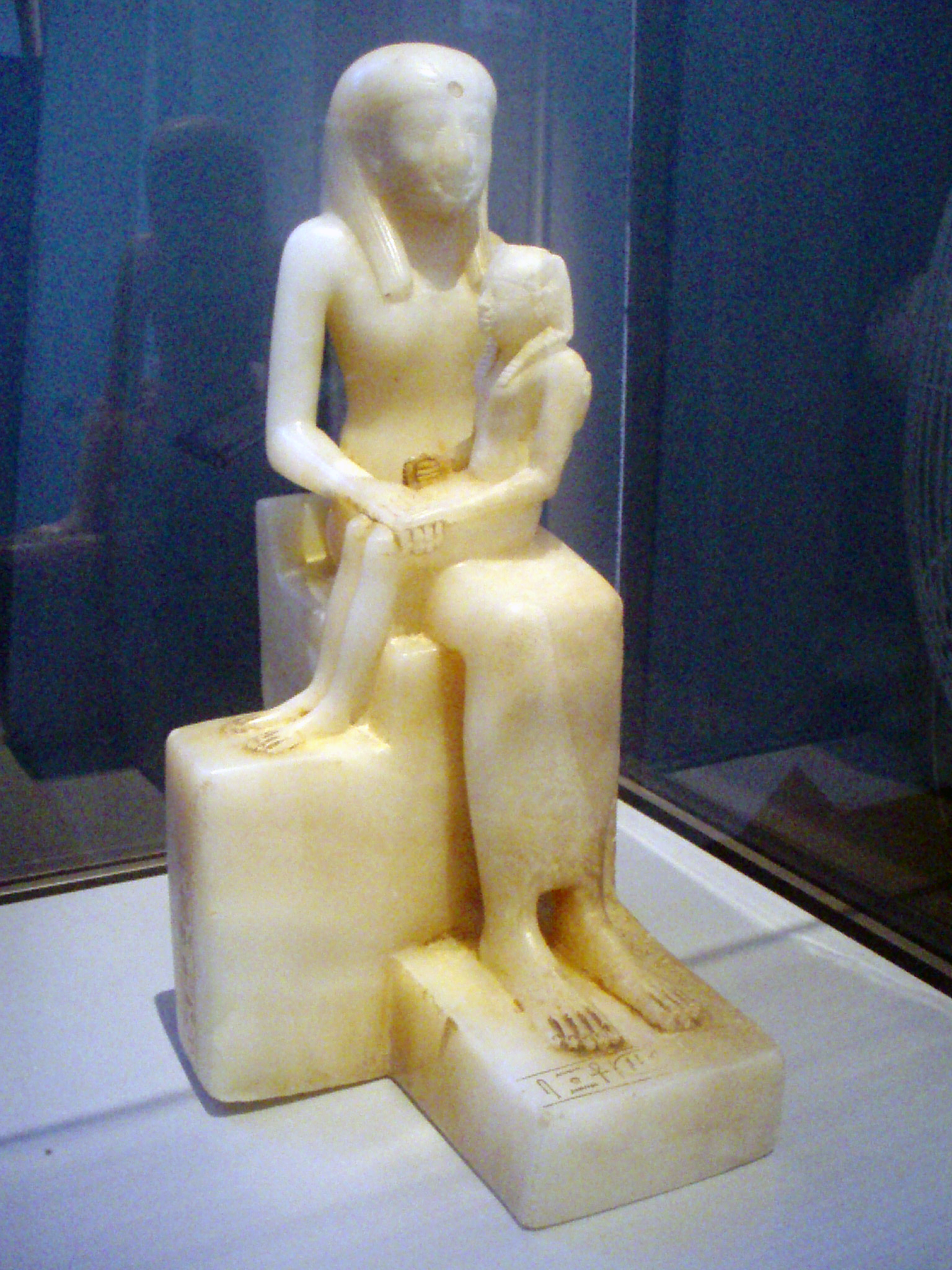
A gyermek II. Pepi és anyja

II. Pepi gyermekként került a fáraók székébe, emiatt egy ideig anyja, II. Anheszenpepi uralkodott helyette régensként. Kormányzásának legkésőbbi dátumát a fáraó szakkarai halotti templomában találták meg egy falfirkán, mely a 33. kétévenkénti népszámlálásra tesz utalást. Eszerint II. Pepi legalább 66 évig ült a trónon. E hosszú idő alatt több ízben indított expedíciót Núbiába, piramisa Szakkarában épült fel. Ám ugyanekkor a vidéki arisztokrácia, a nomarkhészok hatalma egyre erősödött a fáraóval szemben. II. Pepi megpróbált szembeszállni velük, de hiába törölt el számos olyan kiváltságot, amely a papságnak és a nemeseknek adományozott földhöz kapcsolódott, kísérlete kudarcot vallott. Így a helyi közigazgatás magas rangú tisztviselői valódi kiskirályokká váltak a tartományukban. Posztjaik örökletes tulajdonukká lettek, nomoszaikat voltaképpen a saját tulajdonukként kezelték, és érdekeiket gyakran erőszakkal is, megvédték a szomszédaikkal szemben.
A nomarkhészok, a kerületek kormányzói kisajátították a királyi hatalom egy részét, a fáraó lányait vették feleségül, s így mitikus tisztelet övezte őket is, melyet a papság hatalmi befolyásának növekedése is erősített. A tartományi kormányzók közül több a gyenge központi hatalom miatt elhanyagolta kötelességeit, keveset törődött azzal, hogy megvédje az országot a beözönlőkkel szemben, akik el is foglalták a Deltavidék keleti felét. Az arisztokrácia tagjai növekvő hatalmukat és gazdagságukat fényűző építkezésekre fordították, s emiatt növelték a lakosság robotterheit.  A temetők halálozási arányszámainak elemzése – mivel ez II. Pepi alatt jelentős emelkedést mutat – arra enged következtetni, hogy egy tartós éhínség periódusa is bekövetkezett, feltételezhetően az alacsony áradások miatt. Mindez együtt a központi hatalom megszűnéséhez, az Óbirodalom bukásához vezetett, s Egyiptom sötét korszakának, az első átmeneti kornak a kezdetét is jelentette.

## Síremléke
II. Pepi piramisa Szakkarában található. Szélessége 79 m, magassága 53 m. A piramisban lévő piramisszövegeket Gustave Jéquier tárta fel. Három főfelesége, II. Iput, Udzsebten és Neith a mellette lévő kis piramisban lett elhelyezve.